# Cimitero ebraico di Pisa
Il cimitero ebraico di Pisa si trova fuori dalle antiche mura, confinante ed attiguo alla piazza del Duomo.

## Storia
La collocazione attuale risale alla seconda metà del XVII secolo, quando il Granduca di Toscana concesse questo terreno in cambio di quello, poco lontano, che aveva in precedenza ospitato il cimitero ebraico. Alcune tombe del primo Seicento già collocate nel precedente cimitero sono state trasferite in quello attuale, tuttora in uso.
Nel cimitero si trovano, oltre a quelle di ebrei italiani, numerose tombe di ebrei originari dalla Spagna e dal Portogallo che arrivarono e trovarono rifugio a Pisa. Grazie all'antichità delle tombe, si possono ritrovare i vari stili artistici che si sono avvicendati nel tempo.

## Personaggi illustri sepolti
- Carlo Cammeo (1897-1921) [2]